# ブライス・ダナー
ブライス・ダナー（英語: Blythe Danner, 1943年2月3日 - ）は、アメリカ合衆国の女優。ペンシルベニア州フィラデルフィア出身でペンシルベニア・ダッチ（ドイツ系アメリカ人）の血を引く。
夫はテレビプロデューサーのブルース・パルトロー（ベラルーシ系ユダヤ人移民）、子供はアカデミー賞女優のグウィネス・パルトローとテレビ・映画監督のジェイク・パルトロー。魅力的なハスキーボイスとブロンドヘアーを併せ持ち、妻や母親と言ったような役柄を演じることが多い。女優キャサリン・メーニッヒの叔母でもある。

## 来歴
銀行幹部の娘としてペンシルバニアに生まれる。ドイツ、英国、アイルランドの血を引く。ニューヨークのバード大学で演技を学ぶ。1965年に卒業し、舞台女優としてキャリアをスタート。1970年、『バタフライはフリー』でトニー賞の演劇部門で助演女優賞を受賞。その後も『Betrayal』と『欲望という名の電車』で主演女優賞候補に、『Follies』ではミュージカル部門の主演女優賞の候補にもなっている。ブロードウェイでは他に『The Mister』や『フィラデルフィア物語』などに出演している。
私生活では1969年にテレビプロデューサーのブルース・パルトローと結婚。その後、1972年に娘のグウィネスが、1975年に息子のジェイクが生まれる。それに伴い、ダナーは子育てに専念するため一時休業をしている。
映画では、ロバート・デュヴァル主演の『パパ』や『Xファイル ザ・ムービー』、『ミート・ザ・ペアレンツ』シリーズでロバート・デ・ニーロが演じる堅物男の妻役などが有名である。2003年に娘のグウィネス・パルトロウ主演・製作総指揮の『シルヴィア』で親子共演をしている。それ以前にも1992年のテレビ映画『Cruel Doubt』でも共演した。また、宮崎駿のアニメ映画『ハウルの動く城』ではサリマン役の英語版吹替えを担当している。
テレビでも活躍し、『刑事コロンボ』や『M*A*S*H』へのゲスト出演、1984年のテレビ映画『ヘレン・ケラー』ではアン・サリヴァン役を、『ふたりは友達? ウィル&グレイス』では主人公ウィルの母親役を、そして2004年より放送された『HUFF〜ドクターは中年症候群』でアルコール中毒気味の主人公の母親を演じ、プライムタイム・エミー賞を受賞している。また、その1度目の受賞時は、他に2つの番組でも同時に候補となった。このトリプル候補はエミー賞史上前例のない初の出来事である。
2024年7月、チャリティ活動中に体調不良となり病院に運ばれた。

## 主な出演作

### 映画
| 公開年 | 邦題 原題                                                                         | 役名                   | 備考       |
| ------ | --------------------------------------------------------------------------------- | ---------------------- | ---------- |
| 1972   | ドーベルマン犬の島 To Kill a Clown                                                | リリー                 |            |
| 1972   | 刑事コロンボ/黒のエチュード Columbo: Étude in Black                               | ジャニス               | テレビ映画 |
| 1976   | 未来世界 Futureworld                                                              | トレイシー・バラード   |            |
| 1978   | 栄光のホームベース A Love Affair: The Eleanor and Lou Gehrig Story                | カスター夫人           | テレビ映画 |
| 1978   | ハイスクール・レイプ Are You in the House Alone?                                  | アン・オズボーン       | テレビ映画 |
| 1979   | パパ The Great Santini                                                            | リリアン               |            |
| 1983   | 愛の7日間 Man, Woman and Child                                                    | シェイラ・ベックウィズ |            |
| 1984   | ヘレン・ケラー Helen Keller: The Miracle Continues                                | アン・サリヴァン       | テレビ映画 |
| 1985   | ギルティ・コンサイエンス Guilty Conscience                                        | ルイーズ               | テレビ映画 |
| 1986   | 想い出のブライトン・ビーチ Brighton Beach Memoirs                                 | ケイト                 |            |
| 1988   | 私の中のもうひとりの私 Another Woman                                              | リディア               |            |
| 1989   | 追跡TV スクープを狙え! Money, Power, Murder.                                      |                        | テレビ映画 |
| 1990   | ミスター&ミセス・ブリッジ Mr. & Mrs. Bridge                                       | グレイス・バロン       |            |
| 1990   | アリス Alice                                                                      | ドロシー               |            |
| 1991   | サウス・キャロライナ 愛と追憶の彼方 The Prince of Tides                           | サリー                 |            |
| 1992   | 夫たち、妻たち Husbands and Wives                                                 | レインの親             |            |
| 1994   | 南部の風・南軍兵士の妻が語る100年の物語 Oldest Living Confederate Widow Tells All | ビアンカ               | テレビ映画 |
| 1995   | オマージュ/狂気が目を閉じるまで Homage                                            | キャサリン             |            |
| 1995   | 3人のエンジェル To Wong Foo Thanks for Everything, Julie Newmar                   | ベアトリス             |            |
| 1997   | 生きていく理由 A Call to Remember                                                 | ポーラ・トビアス       | テレビ映画 |
| 1997   | 家族という名の他人 The Myth of Fingerprints                                       | レナ                   |            |
| 1997   | マッド・シティ Mad City                                                           | バンクス夫人           |            |
| 1998   | ノー・ルッキング・バック No Looking Back                                          | クラウディアの母親     |            |
| 1998   | ボストン 愛の炎 The Proposition                                                   | シリル・ダニング       |            |
| 1998   | X-ファイル ザ・ムービー The X Files                                               | ジャナ・キャシディ     |            |
| 1999   | 姉のいた夏、いない夏。 The Invisible Circus                                       | ゲイル                 |            |
| 1999   | 恋は嵐のように Forces of Nature                                                   | ヴァージニア           |            |
| 1999   | ラブレター 誰かが私に恋してる? The Love Letter                                    | リリアン               |            |
| 2000   | ミート・ザ・ペアレンツ Meet the Parents                                           | ディナ・バーンズ       |            |
| 2002   | Rain レイン Three Days of Rain                                                    | タクシーの女性         |            |
| 2003   | シルヴィア Sylvia                                                                 | オーレリア・プラス     |            |
| 2004   | ミート・ザ・ペアレンツ2 Meet the Fockers                                          | ディナ・バーンズ       |            |
| 2006   | ラストキス The Last Kiss                                                          | アンナ                 |            |
| 2008   | 旅するジーンズと19歳の旅立ち The Sisterhood of the Traveling Pants 2              | グレタ                 |            |
| 2010   | ミート・ザ・ペアレンツ3 Little Fockers                                            | ディナ・バーンズ       |            |
| 2011   | 宇宙人ポール Paul                                                                 | タラ・ウォルトン       |            |
| 2011   | デタッチメント 優しい無関心 Detachment                                            | パーキンス夫人         |            |
| 2011   | 運命の元カレ What's Your Number?                                                  | アヴァ・ダーリング     |            |
| 2012   | 一枚のめぐり逢い The Lucky One                                                    | エリー・グリーン       |            |
| 2015   | タンブルダウン 彼の遺した恋の歌 Tumbledown                                        | リンダ・ジャスパーセン |            |
| 2019   | ストレンジ・アフェア Strange But True                                             | ゲイル・アーウィン     |            |
| 2019   | 明日の恋の見つけかた The Tomorrow Man                                             | ロニー・マイズナー     |            |

### テレビシリーズ
| 放映年    | 邦題 原題                                  | 役名                   | 備考                                                                                            |
| --------- | ------------------------------------------ | ---------------------- | ----------------------------------------------------------------------------------------------- |
| 1976      | マッシュ M*A*S*H                           |                        | エピソードThe More I See You                                                                    |
| 2001-2006 | ふたりは友達? ウィル&グレイス Will & Grace | マリリン・トゥルーマン | 11エピソードに出演                                                                              |
| 2004-2006 | HUFF〜ドクターは中年症候群 Huff            | イジー・ハフストッド   | 25エピソードに出演 プライムタイム・エミー賞助演女優賞（ドラマ・シリーズ部門）（2005年、2006年） |
| 2009      | ミディアム 霊能者アリソン・デュボア Medium | ルイーズ               | エピソードA Taste of Her Own Medicine                                                           |
| 2009      | ナース・ジャッキー Nurse Jackie            | モーリーン・クーパー   | エピソードTiny Bubbles                                                                          |
| 2021      | アメリカン・ゴッズ American Gods           | デメテル               |                                                                                                 |

## 主な受賞
- トニー賞
  - 1970 助演女優賞（演劇部門） - 『バタフライはフリー』
- シアター・ワールド賞
  - 1969 『The Mister』
- プライムタイム・エミー賞
  - 2005 助演女優賞（ドラマ・シリーズ部門） - 『HUFF～ドクターは中年症候群』
  - 2006 助演女優賞（ドラマ・シリーズ部門） - 『HUFF〜ドクターは中年症候群』